# Kujawiak

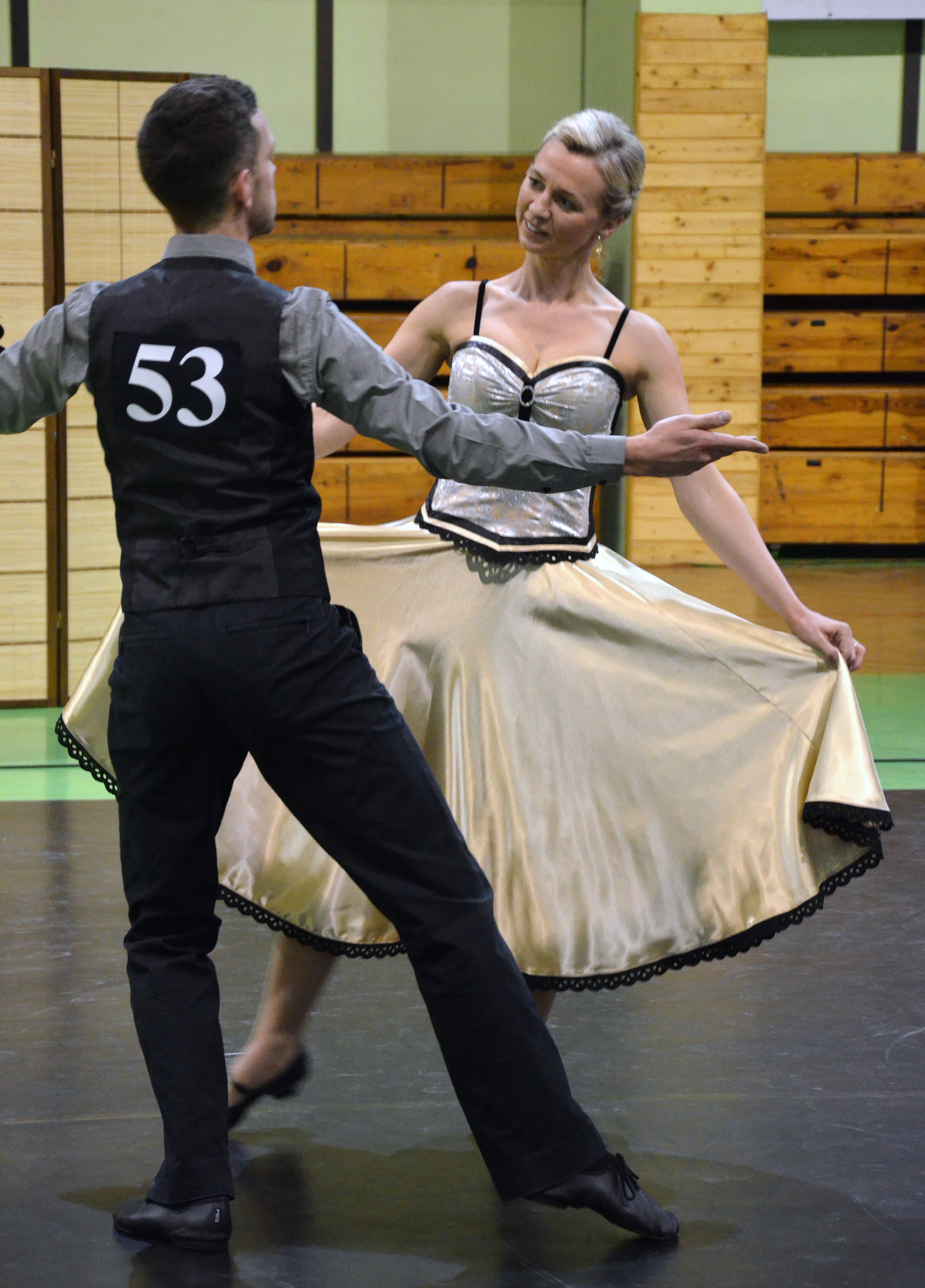
Một cặp đôi biểu diễn Kujawiak trong một cuộc thi.

Kujawiak là một điệu nhảy dân gian Ba Lan từ vùng Kujawy, Trung Ba Lan. Đây là một trong năm điệu nhảy quốc gia của Ba Lan (kujawiak, krakowiak, mazurka, oberek và polonaiz).
Âm nhạc để nhảy kujawiak là nhạc nhịp ba (triple meter), được đặc trưng bởi nhịp lơi (rubato) trữ tình, hiền hòa. Điệu nhảy này thường bao gồm các cặp đôi bước đi duyên dáng trong độ dài một nốt đen, đầu gối hơi cong, với những bước xoay thoải mái quanh một vòng tròn.

## Lịch sử

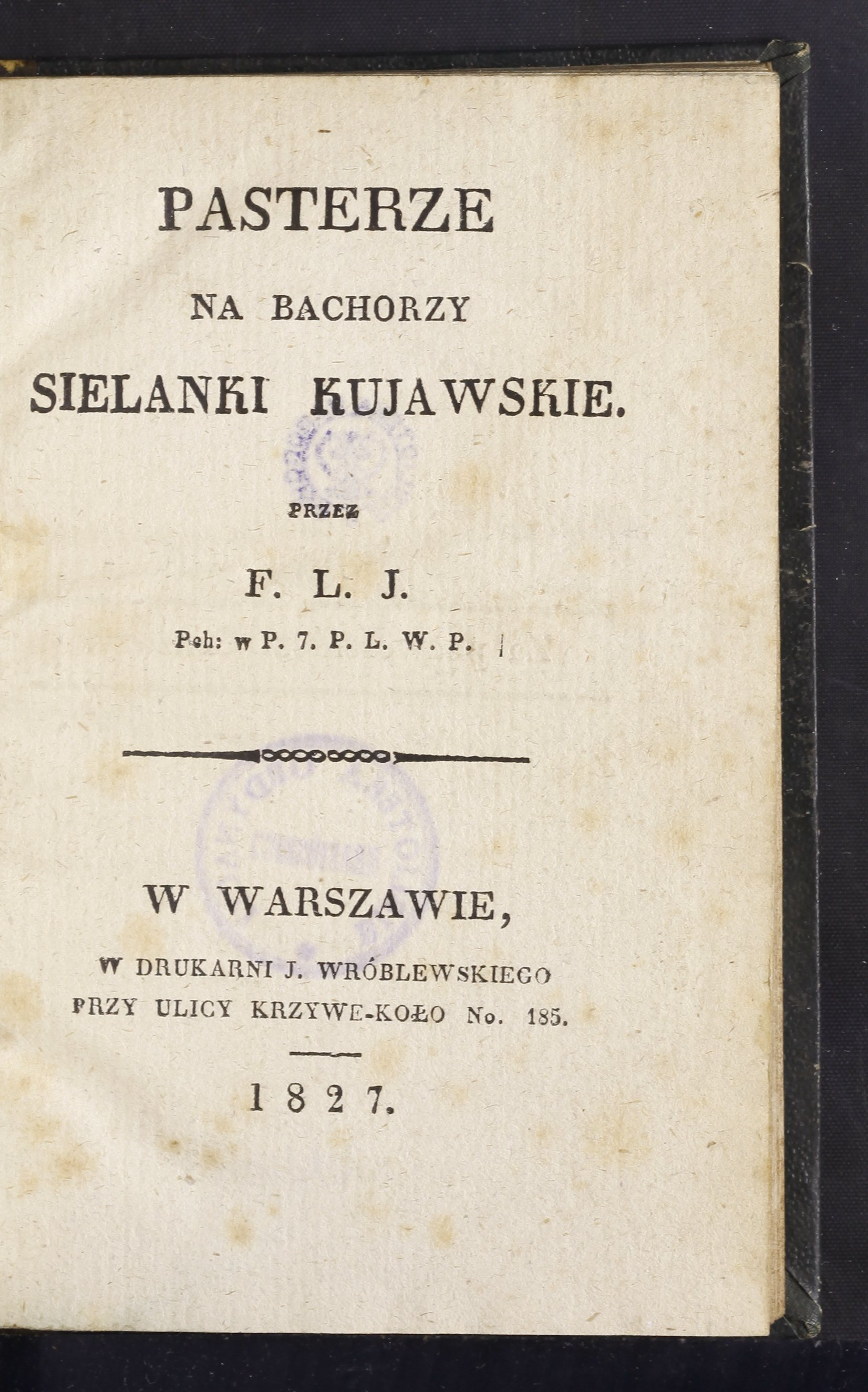
Sự xuất hiện đầu tiên của điệu nhảy 'Kujawiak', được tìm thấy trong cuốn Pasterze na Bachorzy Sielanki Kujawskie.

Cái tên "kujawiak" xuất hiện lần đầu vào năm 1827, trong tác phẩm Pasterze na Bachorzy của TF Jaskólski . Sielanki Kujawskie. Có ý kiến cho rằng điệu nhảy được phát triển ở khoảng giữa năm 1750 và 1830.
Khi điệu nhảy ngày càng trở nên phổ biến cũng là lúc xuất hiện nhiều đặc tính mới. Kujawiak trở thành một điệu nhảy dân tộc Ba Lan vào cuối thế kỷ 19.
Vào năm 1990, Czesław Sroka đã xuất bản Polskie tańce narodowe – systematyka (điệu nhảy quốc gia Ba Lan). Ấn phẩm này mô tả điệu kujawiak được tiêu chuẩn hóa. Hội đồng các chuyên gia về văn hóa dân gian xác định chính xác 10 vị trí đứng cho các cặp đôi, 15 điệu, 11 nét hoa mỹ và 11 hình nhịp điệu.

## Trang phục

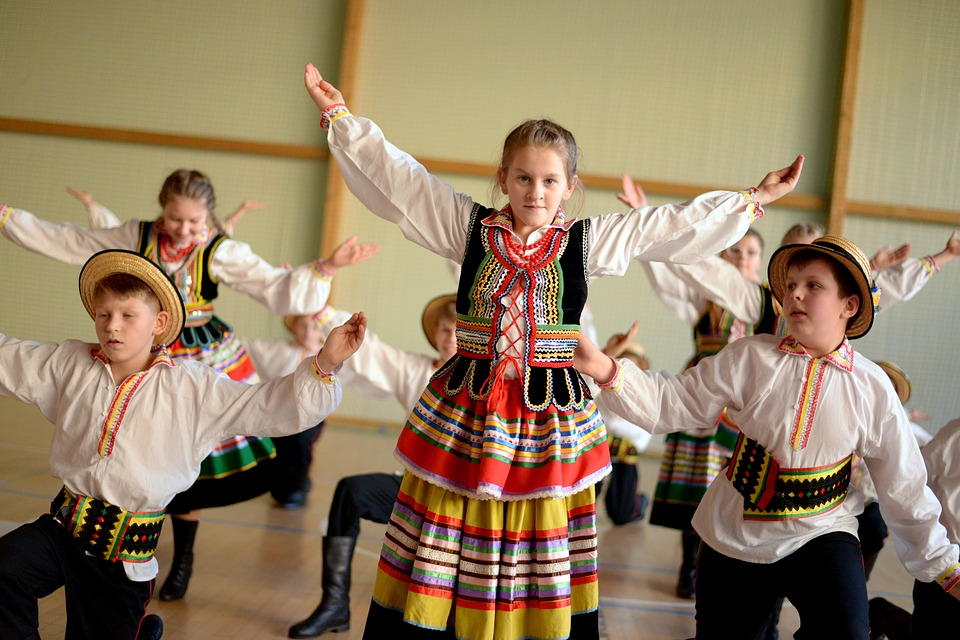
Trẻ em biểu diễn kujawiak.

Kujawiak thường được trình diễn trong trang phục Lowicz trên sân khấu, với nhiều hoa văn nhiều màu sắc và thêu trang trí rất công phu.
Trang phục dân gian của nam giới khi biểu diễn Kujawiak là chiếc áo khoác hải quân dài (sukmana) với cổ áo rộng, quần rộng màu xanh, giày cao cổ, thắt lưng rộng, giày cao và mũ vuông có lông (rogatywka).
Nữ giới diện áo khoác hải quân với áo choàng nhỏ quanh vai, váy hoa có tạp dề, màu tương phản và chiếc khăn quàng đỏ buộc tựa như một chiếc khăn xếp cuốn chặt quanh đầu.
Nhóm đương đại thì trang trí thêm vài nét hoa mỹ, và sử dụng các loại vải mỏng và ít lớp hơn.

## Ví dụ trong âm nhạc nghệ thuật
- 'Kujawiak' của Feliks Nowowiejski, xuất bản năm 1912 (đoạn hợp xướng)
- 'Kujawiak in A junior' của Henryk Wieniawski, xuất bản năm 1853 (dành cho violin và piano)
- Chopin Mazurkas, op.6 no.4, op.30 no.4 và op.41 no.1